# Kimon Friar
Kimon Friar (n. 18 noiembrie 1911, İmralı⁠(d), provincia Bursa, Turcia – d. 25 mai 1993, Atena, Grecia) a fost un poet grec-american și traducător de poezie greacă.

## Tinerețea și educația
Friar s-a născut în 1911 în Imrali, Imperiul Otoman, dintr-un tată american și o mamă grecoaică. În 1915 familia s-a mutat în Statele Unite, iar Friar a devenit cetățean american în 1920. A avut în copilărie unele probleme cu limba engleză și și-a dedicat timpul eforturilor artistice. De la o vârstă fragedă, în ciuda problemelor cu stăpânirea limbii engleze, Friar a descoperit poezia și, mai târziu, a devenit interesat de teatru. După ce a citit Odă la o urnă grecească de John Keats, el a devenit fascinat de energia limbii engleze și a hotărât să facă eforturi pentru a o cunoaște în profunzime.
Friar a urmat studii la o serie de instituții de prestigiu, inclusiv Institutul de Artă din Chicago, Școala de Teatru a Universității Yale, Universitatea din Iowa și Universitatea din Wisconsin–Madison, unde a primit diploma de licență cum laude în 1935. A obținut titlul de master la Universitatea din Michigan în 1940 și a câștigat Premiul Avery Hopwood pentru încurajarea activității literare pentru Yeats: A Vision.

## Activitatea didactică și promovarea poeziei
Deși s-a dedicat scrierii și traducerii de poezii, Friar a început să predea pentru a se întreține la scurt timp după absolvirea studiilor de la Universitatea din Michigan. A predat limba engleză la Adelphi (1940-1945), la Amherst College (1945-1946), la Universitatea din New York (1952-1953) și la Universitatea din Minnesota Duluth (1953-1954). A fost, de asemenea, lector invitat la Universitatea Berkeley, Universitatea Illinois, Universitatea din Indiana și Universitatea de Stat din Ohio.
În acești ani, Friar a organizat lecturi de poezie pentru plăcerea publicului. El a fost director al Centrului de Poezie de la YW/YMHA din New York în perioada 1943-1946, încurajându-i pe poeții celebri și pe cei amatori pentru a-și citi poeziile lor în public. În perioada 1951-1952, Friar a condus Cercul de Teatru de la Circle in the Square Theatre din New York. Acolo au fost puse în scenă piese de teatru scrise de Arthur Miller, Tennessee Williams, Lillian Hellman și Archibald MacLeish.
În perioada în care a predat la Amherst, Friar a devenit profesorul și primul iubit al poetului american James Merrill. Potrivit lui Langdon Hammer, biograful lui Merill, „influența lui Friar a continuat să se exercite pe tot parcursul carierei poetice a lui Merrill”.
Începânnd din anii 1950 el și-a împărțit viața între Statele Unite ale Americii și Grecia. În anii dictaturii coloneilor s-a opus regimului, folosindu-și cetățenia americană pentru a oferi protecție scriitorilor și artiștilor persecutați de regim.

## Redactor și traducător
Friar a condus, în calitate de redactor, revistele The Charioteer (1960-1962) și Greek Heritage (1963-1965),  care erau specializate în cultura greacă. A tradus poezii din limba greacă în limba engleză, cunoscând la perfecție ambele limbi și având o perspectivă largă asupra poeziei grecești moderne. El a scris, tradus și editat nenumărate opere, inclusiv Modern Poetry: American and British (cu John Malcolm Brinnin) în 1951, traducerea volumului de eseuri Salvatores Dei (1960) și a piesei de teatru Sodoma și Gomora (1963) de Nikos Kazantzakis și antologia Modern Greek Poetry: from Cavafis to Elytis în 1973. Cu toate acestea, cea mai cunoscută traducere a sa este cea a poemului epic Odiseea. O continuare modernă al lui Kazantzakis. El a finalizat această traducere în 1958, după mai mulți ani de colaborare strânsă cu autorul. Unii critici au declarat că Friar s-a pierdut printre adjectivele duble și limbajul complex al textului original (Kazantzakis a folosit un vocabular arhaic, care este, în general, necunoscut cercetătorilor moderni), iar alții sunt de acord că Friar a procedat optim atunci când a ales termenul prozaic în locul termenilor inventați sau arhaici. Un comentator în revista Time considera Odiseea ca fiind „o capodoperă. Kimon Friar a primit lauda supremă a lui Kazantzakis: că traducerea lui era la fel de bună ca originalul”.

## Onoruri
Friar a obținut în 1978 Premiul Greek World, iar mai apoi, în 1986, a câștigat granturi ale Fundației Ford și ale Fundației Naționale pentru Artă și Științe Umaniste. El este citat ca spunând: „îmi place să spun că poetul ar trebui să fie auzit într-o traducere, dar traducătorul ar trebui să fie perceput involuntar”.Format:Cite quote
Și-a petrecut ultimii săi ani de viață în Grecia și a murit pe 25 mai 1993.

## Cărți
- Yeats: A Vision (1940)
- Modern Poetry: American and British (în colaborare cu John Malcolm Brinnin) (1951)
- The Odyssey: A Modern Sequel, traducere în versuri de Kimon Friar, New York: Simon and Schuster, 1958; Londra: Secker and Warburg, 1958.
- Saviors of God (1960)
- Sodom and Gomorrah by Nikos Kazantzakis (traducere de Kimon Friar) (1963)
- Modern European Poetry, Bantam Classics, 1966, editor și traducător al secțiunii grecești
- With Face to the Wall Selected Poems by Miltos Sahtouris, traduceri de Kimon Friar, Washington: The Charioteer Press, 1968.
- Modern Greek Poetry: from Cavafis to Elytis (1973)
- The Sovereign Sun: Selected poems by Odysseus Elytis, Trans. Kimon Friar (Philadelphia, United States 1974)

## Premii literare
- Premiul Avery Hopwood
- Grantul Ford Foundation
- Grantul National Foundation of the Arts